# Cornelis Jacobus Langenhoven

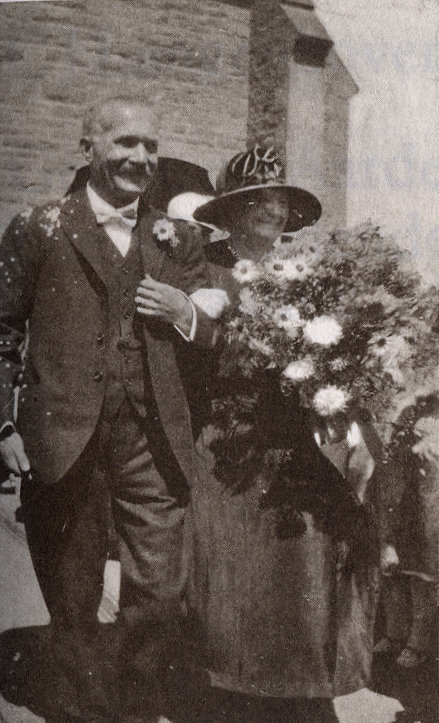
C.J. Langenhoven y su esposa, 1926

Cornelis Jacobus Langenhoven (Hoeko, Ladysmith, 13 de agosto de 1873-Oudtshoorn, 15 de julio de 1932) fue un escritor sudafricano en afrikáans.
Se casó con Lenie van Velden, con quien tuvo una hija, Engela, y estableció su residencia en Oudtshoorn.
Aunque estudió derecho, se fue decantando por la política y el periodismo. Escribió con varios alias, como C.J. Langenhoven y Sagmoedige Neelsie, y tuvo un papel crucial en la historia de Sudáfrica. 
Su obra más famosa es el poema «Die Stem», que posteriormente se convirtió en el himno nacional de Sudáfrica. Parte de esta obra se ha mantenido en el actual himno nacional sudafricano tras el final del apartheid.